# Cottrell Ezekwem
Cottrell Ezekwem (* 13. Mai 1999 in München) ist ein deutsch-nigerianischer Fußballspieler.

## Werdegang
Der Innenverteidiger Cottrell Ezekwem begann seine Karriere beim Münchner Stadtteilverein TSV Milbertshofen und kam über die Vereine SE Freising und SC Freising in die Jugendabteilung des FC Bayern München. In der Saison 2015/16 spielte Ezekwem in der Jugend des FC Memmingen, bevor er sich dem TSV 1860 München anschloss. Dort kam er zunächst für die 3. Mannschaft in der Kreisliga, später für die A-Jugend in der U19-Bayernliga zum Einsatz. Im Sommer 2018 rückte er in den Kader der zweiten Mannschaft auf, die in der Bayernliga Süd spielte. 
Nach zwei Jahren bei den „kleinen Löwen“ wechselte Ezekwem zum ZFC Meuselwitz in die Regionalliga Nordost. Dort kam er nur zu sechs Kurzeinsätzen, so dass er während der Saison 2020/21 zum VfB Homberg in die Regionalliga West wechselte.
Im Sommer 2021 wechselte Ezekwem zum Drittligisten SC Verl. Sein Profidebüt folgte am 14. August 2021, als er im Spiel gegen den FC Viktoria Köln für Daniel Mikic eingewechselt wurde. Nach insgesamt 15 Einsätzen im Laufe der Saison 2021/22 fiel er in der anschließenden Spielzeit längere Zeit verletzt aus und kam nur noch zu sechs weiteren Drittligaeinsätzen, ehe er den Verein nach zwei Jahren wieder verließ.
Daraufhin schloss sich Ezekwem im Sommer 2023 Rot-Weiß Oberhausen in der Regionalliga West an. Hier wurde der groß gewachsene Innenverteidiger zunehmend auch als Mittelstürmer eingesetzt, woraufhin Ezekwem in seiner ersten Saison 2023/24 mit insgesamt zehn Toren in 26 Ligaspielen der zweitbeste Torschütze der Mannschaft nach Moritz Stoppelkamp wurde. Nach zwei Jahren in Oberhausen wechselte er zur Saison 2025/26 innerhalb der Liga zum SV Rödinghausen.

## Privates
Sein jüngerer Bruder Kimberly ist ebenfalls Fußballprofi.